# RS Persei
RS Persei (RS Per / HD 14488 / BD+56 583) es una estrella variable en la constelación de Perseo.
De magnitud aparente media +8,73, es miembro del cúmulo abierto NGC 884 y se encuentra a una distancia de 2290 pársecs (7500 años luz).
RS Persei es una supergigante roja de tipo espectral M4I con una temperatura efectiva de 3535 - 3550 K.
Tiene un radio 1000 veces más grande que el del Sol —mayor incluso que el de Betelgeuse (α Orionis) o el de Antares (α Scorpii)—, lo que equivale a 4,7 UA.
Si estuviese en el centro de nuestro sistema solar, su superficie se extendería casi hasta la órbita de Júpiter.
Enormemente luminosa, su luminosidad bolométrica —considerando todas las longitudes de onda— se sitúa entre 98.000 y 140.000 veces la luminosidad solar.
Pierde masa a razón de 4,2 × 10-7 masas solares por año.
Su edad se puede cifrar en 12,5 millones de años, la edad del cúmulo al que pertenece.
Catalogada como una variable semirregular SRC —cuyo prototipo es la brillante μ Cephei—, el brillo de RS Persei fluctúa entre magnitud +7,82 y +10,00.
Existe un período de 245 días, y otro, más largo e impreciso, de 4200 ± 1500 días.